# 8707 Arakihiroshi
8707 Arakihiroshi è un asteroide della fascia principale. Scoperto nel 1994, presenta un'orbita caratterizzata da un semiasse maggiore pari a 2,3722766 UA e da un'eccentricità di 0,0561772, inclinata di 0,57203° rispetto all'eclittica.
L'asteroide è dedicato all'astrofilo giapponese Hiroshi Araki che non deve essere confuso con l'omonimo astronomo giapponese.